# Филатовское озеро
Филатовское — озеро в Савинском районе Ивановской области, в 1,8 км северо-восточнее п. Савино, близ бывшей д. Филатово, на высоте 103,6 м над уровнем моря.
Размер озера — 240 на 90 метров, площадь поверхности — 1,5 га. Максимальная глубина — 16 метров, средняя — 5,3 метра. Объём воды — 0.00008 км³.

## Описание
Озеро Филатовское расположено в заметно выраженной котловине с пологими склонами. На западном, восточном и южном берегах имеются пониженные плоские равнинные участки с уклонами менее 2°.
Акватория озера «закрытая», имеет овальную форму. Водоём является дистрофным,  бессточным озером карстового происхождения.
Берега представлены заболоченной, топкой, трясинной сплавиной. По всему периметру поросли кустарниками и чёрной ольхой.
На дне озера сформировался слой сапропелевых отложений. Их мощность не изучалась.

## Флора и фауна
Всего в составе флоры озера и в его охранной зоне насчитывается около 200 видов сосудистых растений. 
Среди них один вид – репешок волосистый, включенный в Приложение 1 Бернской конвенции, а также восемь редких видов флоры Ивановской области, нуждающихся в постоянном контроле популяций: осока волосистая, пальчатокоренник Фукса, можжевельник обыкновенный, клюква, любка двулистная, рдест волосовидный, ива филиколистная, купальница европейская.
Ихтиофауна озера небогата, представлена четырьмя видами рыб.
В 2016 году было подтверждено обитание в озере Филатовское трёх видов: ротан, серебряный карась, золотой карась. По сведениям рыбаков, ранее в оезере обитала обыкновенная щука, численность которой резко снизилась.
На берегах озера замечены околоводные грызуны: водяные полёвки, ондатры и бобры.